# Lindigia oriunda
Lindigia oriunda är en tvåvingeart som beskrevs av Henry J. Reinhard 1975. Lindigia oriunda ingår i släktet Lindigia och familjen parasitflugor. Inga underarter finns listade i Catalogue of Life.